# Redskin
En el context polític i social del moviment cap rapat (skinhead), un redskin és un skinhead d'esquerra, ja sigui comunista o anarquista en menor mesura. Es caracteritzen per defensar unes idees anticapitalistes. I es basa en la defensa dels interessos de la classe obrera i l'antifeixisme. El subgrup més important dins dels redskins són els RASH Un sub-grup caracteritzat per la unió entre militants anarquistes i comunistes.
Els tirants i els cordons vermells, són de vegades vestits pels redskins, per demostrar la seva tendència esquerrana, encara que en algunes àrees geogràfiques això demostra creences feixistes. Alguns redskins tenen el cabell curt enrere i als costats del cap, deixant-se més cabell a dalt, en oposició al rapat complet original. Aquest estil va ser usat pels membres de la banda The Redskins, encara que va ser més popular entre els caps rapats redskins francesos a finals dels anys 1980. També va ser popular entre els redskins francesos, l'hàbit de fer servir a l'inrevés les seves flight jackets (jaquetes d'aviador), perquè el recobriment taronja de les seves jaquetes es mostrés. Símbols de l'esquerra política, com el cercle antifeixista amb les fletxes cap avall, la bandera anarquista (entre anarquistes), la bandera de la Unió Soviètica (entre els caps rapats comunistes), o els símbols de la Quarta Internacional (entre els militants trotskystes) són sempre usats, per demostrar la seva militància política.